# Francesca Peppucci
Francesca Peppucci (ur. 2 czerwca 1993 w Todi) – włoska polityk i działaczka samorządowa, posłanka do Parlamentu Europejskiego IX kadencji.

## Życiorys
W 2016 uzyskała licencjat z zarządzania przedsiębiorstwem na Uniwersytecie w Perugii, podjęła następnie studia magisterskie na tej uczelni. Zaangażowała się w działalność polityczną w ramach Ligi Północnej. W 2017 została przewodniczącą grupy radnych miejskich swojej partii w Todi. Pracowała dla frakcji radnych LN w radzie regionu Umbria.
W 2019 bez powodzenia kandydowała do Europarlamentu. W tym samym roku wybrana na radną regionalną w Umbrii. W 2022 opuściła dotychczasowe ugrupowanie. Dołączyła następnie do partii Forza Italia. W kwietniu 2023 objęła wakujący mandat posłanki do PE IX kadencji.